# Миси (Чернігівський район)
Миси́ — село в Україні, у Любецькій селищній громаді Чернігівського району Чернігівської області. До 2020 орган місцевого самоврядування — Губицька сільська рада.
Село знаходиться на березі Дніпра.
Населення становить 202 особи.

## Історія
За даними на 1859 рік у козачому й власницькому селі Чернігівського повіту Чернігівської губернії мешкало 470 осіб (223 чоловічої статі та 257 — жіночої), налічувалось 193 дворових господарств, існували православна церква й пристань.
За переписом 1897 року кількість мешканців зросла до 1023 осіб (535 чоловічої статі та 488 — жіночої), з яких 993 — православної віри.
Біля села точилися бої за Дніпро у 1943 році. В селі знаходиться музей Великої вітчизняної війни. В музеї описується біографії 9 Героїв Радянського Союзу, 8 з яких загинули поблизу села і поховані в братській могилі.
12 червня 2020 року, відповідно до розпорядження Кабінету Міністрів України № 730-р «Про визначення адміністративних центрів та затвердження територій територіальних громад Чернігівської області», увійшло до складу Любецької селищної громади.
19 липня 2020 року, в результаті адміністративно - територіальної реформи та ліквідації Ріпкинського району, село увійшло до складу Чернігівського району Чернігівської області.

## Відомі постатті
В селі поховані 8 Героїв Радянського Союзу:
- Зозуля Максим Митрофанович;
- Болодурин Іван Петрович;
- Кирик Іван Васильович;
- Акан Курманов;
- Рофшан Махмудов;
- Проценко Леонід Олексійович;
- Шамаєв Павло Іванович.

Ще один — генерал Кірсанов Олександр Васильович, став Героєм після операції із форсування Дніпра поблизу села.